# Павел Смоленський
Павел Пйотр Смоленський (пол. Paweł Piotr Smoleński, 7 липня 1959 — 2 травня 2023) — польський журналіст

## Біографія
Від 1989 року працює у «Газеті Виборчій», до того дописував у польський «самвидав». Пише про зовнішню і внутрішню політику. Його репортажі друкувалися в паризькому часописі «Культура». У 2006 році книжка «Похорон для різуна» з'явилася в українському перекладі. Мешкав у Варшаві.

## Український переклад
- «Похорон для різуна» (Київ: «Наш час», 2006), переклав Андрій Бондар

## Нагороди
- нагорода Польсько-українського примирення — за книжку «Похорон для різуна»(2003)
- премія ім. Курта Шока — за репортажі з Іраку (2008)
- Орден «За інтелектуальну відвагу» (2017)